# Тодуров Іван Михайлович
Іва́н Миха́йлович Тодуров — доктор медичних наук (2005), професор (2012), заслужений лікар України (2006), лауреат Державної премії України в галузі науки і техніки (2009).
Кавалер ордена «За заслуги» III ступеня (2020).

## Життєпис
1993 року захистив кандидатську роботу за спеціальністю «хірургія».
Від 2002-го — старший науковий співробітник.
З 2005 року — доктор медичних наук, спеціальність хірургія.
Від 2012-го — професор.
Завідувач відділу ендокринної та метаболічної хірургії; Центр інноваційних медичних технологій НАН України.
З липня 2017 року — директор, Державна наукова установа «Центр інноваційних медичних технологій НАН України».
Лауреат Державної премії України в галузі науки і техніки 2009 року — за роботу «Розробка та впровадження нових методів діагностики і хірургічного лікування захворювань підшлункової залози»; співавтори Болдіжар Олександр Олександрович, Бондар Григорій Васильович, Дронов Олексій Іванович, Запорожченко Борис Сергійович, Кондратенко Петро Геннадійович, Криворучко Ігор Андрійович, Усенко Олександр Юрійович, Чорний Володимир Володимирович, Ярешко Володимир Григорович.
Член Української асоціації баріатричної хірургії (UABS), Міжнародної федерації хірургії ожиріння (IFSO).
Є автором понад 300 наукових робіт. Зареєстровано більше 30 наукових патентів.
Серед робіт: «Стентування шлункової трубки при неспроможності лінії стаплерного шва після рукавної резекції шлунка» співавтори О. О. Калашніков, С. В. Косюхно, О. В. Перехрестенко, Г. О. Слабкий, І. С. Терешкевич, О. Ю. Усенко, В. М. Якимець, 2018.